# Côme Ledogar
Côme Ledogar, né le 23 mai 1991 à Annecy en France, est un pilote automobile français et co-fondateur de l'écurie CLRT. Il est sacré Champion du Monde en Blancpain GT en 2016 avec McLaren. En 2021, il remporte les 24h du Mans en catégorie GTE-PRO sur la Ferrari n°51 de l'écurie AF Corse ainsi que les 24h de Spa, au général, cette fois chez Iron Lynx et toujours sur la Ferrari 488 GT3 n°51.
En 2025, il se consacre pleinement à la gestion de son écurie devenue SCHUMACHER - CLRT avec un programme en Porsche Sixt Carrera Cup Allemagne, Porsche Carrera Cup France, Porsche Supercup et en GT World Challenge (Porsche GT3-R avec Güven - Bachler - Heinrich).

## Palmarès

### 24 Heures du Mans
| Année | Écurie                 | Copilotes                             | Voiture               | Classe | Tours | Pos. | Class Pos. |
| ----- | ---------------------- | ------------------------------------- | --------------------- | ------ | ----- | ---- | ---------- |
| 2018  | Jackie Chan DC Racing, | Ricky Taylor David Heinemeier Hansson | Ligier JS P217-Gibson | LMP2   | 195   | Abd. | Abd.       |
| 2019  | Car Guy Racing         | Takeshi Kimura Kei Cozzolino          | Ferrari 488 GTE       | GTE Am | 332   | 35e  | 5e         |

### 24 Heures de Daytona
| Année | Écurie                                   | Copilotes                                       | Voiture       | Classe | Tours | Pos. | Class Pos. |
| ----- | ---------------------------------------- | ----------------------------------------------- | ------------- | ------ | ----- | ---- | ---------- |
| 2018  | Michael Shank Racing avec Curb Agajanian | Lawson Aschenbach Mario Farnbacher Justin Marks | Acura NSX GT3 | GTD    | 741   | 31e  | 11e        |

### Asian Le Mans Series
| Année     | Ecurie          | Châssis     | Moteur                      | Classe | 1     | 2   | 3   | 4   | Position | Points |
| --------- | --------------- | ----------- | --------------------------- | ------ | ----- | --- | --- | --- | -------- | ------ |
| 2018-2019 | Spirit of Race, | Ligier JSP2 | Nissan VK45DE 4.5 L V8 Atmo | LMP2   | SHA 1 | FUJ | THA | SEP |          |        |

### Blancpain Endurance Series
| Année | Ecurie          | Châssis          | Moteur            | 1   | 2   | 3    | 4   | 5    | 6    | 7   | Position | Points |
| 2016  | Garage 59,      | McLaren 650S GT3 | V8 3,8 l Bi-Turbo | MON | SIL | LEC  | SPA | SPA  | SPA  | NÜR | 1re      | 68     |
| 2016  | Garage 59,      | McLaren 650S GT3 | V8 3,8 l Bi-Turbo | MON | SIL | LEC  | 6 h | 12 h | 24 h | NÜR | 1re      | 68     |
| ----- | --------------- | ---------------- | ----------------- | --- | --- | ---- | --- | ---- | ---- | --- | -------- | ------ |
| 2016  | Garage 59,      | McLaren 650S GT3 | V8 3,8 l Bi-Turbo | 1   | 6   | 1    | 8   | 39   | 31   | 30  | 1re      | 68     |
| 2017  | Strakka Racing, | McLaren 650S GT3 | V8 3,8 l Bi-Turbo | MON | SIL | LEC  | SPA | SPA  | SPA  | CAT | 44e      | 2      |
| 2017  | Strakka Racing, | McLaren 650S GT3 | V8 3,8 l Bi-Turbo | MON | SIL | LEC  | 6 h | 12 h | 24 h | CAT | 44e      | 2      |
| 2017  | Strakka Racing, | McLaren 650S GT3 | V8 3,8 l Bi-Turbo | 9   | 34  | Abd. | 60  | 60   | Abd. |     | 44e      | 2      |
| 2018  | Garage 59       | McLaren 650S GT3 | V8 3,8 l Bi-Turbo | MON | SIL | LEC  | SPA | SPA  | SPA  | CAT | 24e      | 19     |
| 2018  | Garage 59       | McLaren 650S GT3 | V8 3,8 l Bi-Turbo | MON | SIL | LEC  | 6 h | 12 h | 24 h | CAT | 24e      | 19     |
| 2018  | Garage 59       | McLaren 650S GT3 | V8 3,8 l Bi-Turbo | 15  | 15  | 3    | 41  | 28   | 22   | 26  | 24e      | 19     |